# Eupithecia robertata
Eupithecia robertata là một loài bướm đêm trong họ Geometridae.